# Ouzouer-le-Marché
Ouzouer-le-Marché je naselje in občina v osrednjem francoskem departmaju Loir-et-Cher regije Center. Leta 2009 je naselje imelo 1.853 prebivalcev.

## Geografija
Kraj leži v pokrajini Orléanais 44 km severovzhodno od Bloisa, 32 km zahodno od Orléansa.

## Uprava
Ouzouer-le-Marché je sedež istoimenskega kantona, v katerega so poleg njegove vključene še občine Binas, La Colombe, Membrolles, Moisy, Ouzouer-le-Doyen, Prénouvellon, Semerville, Tripleville, Verdes, Vievy-le-Rayé in Villermain s 5.440 prebivalci (v letu 2010).
Kanton Ouzouer-le-Marché je sestavni del okrožja Blois.

## Zanimivosti
- cerkev sv. Martina,
- grad chateau d'Ouzouer le marché,
- kamniti križ, Chandry.